# لوهبورگ
لوهبورگ (به آلمانی: Lühburg) یک شهر در آلمان است که در Rostock District واقع شده‌است. لوهبورگ ۲۵۸ نفر جمعیت دارد.